# Zachvatkinibates quadrivertex
Zachvatkinibates quadrivertex är en kvalsterart som först beskrevs av Halbert 1920.  Zachvatkinibates quadrivertex ingår i släktet Zachvatkinibates och familjen Punctoribatidae. Inga underarter finns listade i Catalogue of Life.